# Грабанта
Грабанта је насељено место у Босни и Херцеговини у општини Јајце. Административно припада Федерацији Босне и Херцеговине, односно њеном Средњобосанском кантону. Према попису становништва из 2013. у насељу је било 205 становника, а већинску популацију у насељу чинили су Бошњаци.

## Становништво
По последњем службеном попису становништва из 2013. године у насељу Грабанта живело је 205 становника, а село је пре рата било етнички хетерогено са већинском бошњачко-српском популацијом.
| Националност | 2013. | 1991.        | 1981.        | 1971.        |
| Бошњаци      | —     | 221 (62,96%) | 152 (51,18%) | 189 (56,42%) |
| Хрвати       | —     | 0            | 0            | 0            |
| Срби         | —     | 130 (37,04%) | 145 (48,82%) | 146 (43,58%) |
| остали       | —     | 0            | 0            | 0            |
| Укупно       | 205   | 351          | 297          | 335          |